# کورنگه
کورنگه (به لهستانی:  Kornie) یک روستا در لهستان است که در گمینا لوبچا کرولوسکا واقع شده‌است. کورنگه  ۱۴۰ نفر جمعیت دارد.